# Катастрофа Boeing 767 в Атлантичному океані
40°20′51″ пн. ш. 69°45′24″ зх. д. / 40.34750° пн. ш. 69.75667° зх. д.
Катастрофа Boeing 767 під Нантакетом — велика авіаційна катастрофа, що сталася вночі 31 жовтня 1999 року. Авіалайнер Boeing 767-366ER авіакомпанії EgyptAir, що виконував рейс MS990 за маршрутом Лос-Анджелес—Нью-Йорк—Каїр, впав в Атлантичний океан через 33 хвилини після вильоту з Нью-Йорку в 97 кілометрах південніше острова Нантакет (США). Всі 14 членів екіпажу та 203 пасажири на борту лайнера загинули.
Це найбільша авіакатастрофа в історії авіації Єгипту.

## Деталі польоту
О 1:44 літак зайняв висоту 4500 метрів, о 1:50 командир Ель-Хабаши вийшов до туалету, через 30 секунд другий пілот Аль-Батуті прошепотів: Таваккальту ’аля-Ллах (англ. Tawkalt ala Allah, араб. توكلت على الله‎ — Я покладаюсь на Аллаха). Він промовив цю фразу сім разів. Автопілот було вимкнено. Ще через 3 секунди оберти обох двигунів були зменшені до мінімуму а кермо літака змінено на пікування.

## В культурі
Катастрофа рейсу 990 показана у 3 сезоні канадського документального телесеріалу Розслідування авіакатастроф у серії Рейс EgyptAir-990.

### Прес-реліз EgyptAir
- - Statement of NTSB chairman Jim Hall on Egyptair Flight 990

### ЗМІ
- - «Egyptair crash [Архівовано 17 квітня 2012 у Wayback Machine.]» — The Guardian — Archive of various news stories
  - Egypt's ambassador praises work on Flight 990 probe — CNN
  - Interview with author [Архівовано 17 травня 2008 у Wayback Machine.] William Langewiesche
  - 217 feared dead in EgyptAir crash — CNN
  - Crash of Flight 990 [Архівовано 21 грудня 2016 у Wayback Machine.], CBS News
  - The Egyptian State Information Service: Hosni Mubarak receives condolences from Arab and Israeli leaders, as well as the United States (Available Through Archive.Org)

### Інше
- - Accident description  на ресурсі Aviation Safety Network
  - EgyptAir Crash Mystery [Архівовано 8 червня 2011 у Wayback Machine.] — MacLean's Magazine
  - St. Petersburg Times — EgyptAir 990 Passenger List [Архівовано 8 лютого 2018 у Wayback Machine.]
  - Air Craft Investigation (3 сезон 8 серія 2005 рік)